# 두라 3호 침몰 사고
두라 3호 침몰사고는 2012년 1월 15일 오전 8시 2분쯤 인천항을 출항, 대산항 쪽으로 가던 두라해운 소속, 부산선적 유조선 두라 3호가 자월도 해상 북방 1마일 지점에서 폭발로 인해 침몰한 사고이다. 두라 3호에는 미얀마인 2명을 포함하여 11명이 타고 있었는데, 이 중 미얀마인 2명을 포함한 3명이 사망하고 3명은 실종되었으며 나머지 5명이 구조되었다.
사고 당시 두라 3호는 화물을 싣지 않은 상태로, 유류탱크를 청소하던 중 폭발하였다. 원인은 유류탱크를 청소하기 위해서는 탱크 내부의 유증기와 잔여 기름을 모두 빼내서 유증기 농도를 0.12% 이하로 만들어야 할 필요성이 있으나, 이를 충분히 하지 않아 유증기 농도가 높은 상태에서 작업을 했기 때문이었다. 검찰은 두라3호의 안상원 선장과 최일권 기관장을 소환, 조사하여 3월에 안 선장을 구속했다. 안 선장은 1심에서 업무상 과실치사로 금고 1년을 선고받았다.

## 같이 보기
- 코스타 콘코르디아 침몰 사고
- 세월호 침몰 사고에서 가장 먼저 승객 구조를 위해 접근했던 것으로 알려진 두라 에이스호는 두라 3호와 같은 두라해운 소속이다.[5]